# LHX: Attack Chopper
LHX: Attack Chopper est un simulateur de vol de combat pour hélicoptère sorti en 1990 sur DOS et Mega Drive. Développé et édité par Electronic Arts, le jeu a été conçu par Brent Iverson, un ancien soldat de l'U.S. Army aussi connu pour avoir conçu la version DOS de Chuck Yeager's Air Combat.

## Accueil
- Computer Gaming World : 2,5/5 (DOS)[1]
- The Games Machine : 90 % (DOS)[2]